# Slovenia Future Series 2023
Die Slovenia Future Series 2023 im Badminton fand vom 7. bis zum 10. September 2023 in Otočec statt.

## Sieger und Platzierte
| Disziplin    | Gold                              | Silber                           | Bronze                               |
| ------------ | --------------------------------- | -------------------------------- | ------------------------------------ |
| Herreneinzel | Jakob Houe                        | Aria Dinata                      | Gustav Bjorkler                      |
| Herreneinzel | Jakob Houe                        | Aria Dinata                      | Huan Kai Hern                        |
| Dameneinzel  | Heli Neiman                       | Lucie Krulová                    | Frederikke Østergaard                |
| Dameneinzel  | Heli Neiman                       | Lucie Krulová                    | Petra Polanc                         |
| Herrendoppel | Marvin Datko Jarne Schlevoigt     | Filip Karlborg Mio Molin         | Joel Hansson Felix Lindeblad         |
| Herrendoppel | Marvin Datko Jarne Schlevoigt     | Filip Karlborg Mio Molin         | Matteo Massetti David Salutt         |
| Damendoppel  | Martina Corsini Miranda Johansson | Soňa Hořínková Kateřina Zuzáková | Fiona Hallberg Romina Olyaee         |
| Damendoppel  | Martina Corsini Miranda Johansson | Soňa Hořínková Kateřina Zuzáková | Maria Højlund Tommerup Kathrine Vang |
| Mixed        | Jarne Schlevoigt Julia Meyer      | Jacob Ekman Nathalie Wang        | Miha Ivančič Petra Polanc            |
| Mixed        | Jarne Schlevoigt Julia Meyer      | Jacob Ekman Nathalie Wang        | Oscar Reuterhall Fiona Hallberg      |